# Новобурановка
Новобурановка — село в Агаповском районе Челябинской области. Входит в состав Буранного сельского поселения.

## География
Через село течет река Гумбейка. На расстоянии 31 км расположен районный центр село Агаповка. 

## История
В первые годы Великой Отечественной  войны на территории села разрабатывались залежи шеелита, был построен Балканский рудник, Шеелитовый карьер, Гумбейский щебеночный завод. В 1961 году  официально зарегистрировано как самостоятельный населенный пункт в составе Буранного сельсовета.

## Население
| 1970 | 1995 | 2002 | 2010 |
| ---- | ---- | ---- | ---- |
| 984  | ↘853 | ↘787 | ↗833 |

## Улицы
- Заводская,
- Заводской переулок,
- Зелёная,
- Клубная,
- Коммуны,
- Набережная,
- Нагорная,
- Речной переулок,
- Садовая,
- Станционная,
- Тихий переулок,
- Фермерская,
- Шахтёров,
- Школьная.

## Инфраструктура
- Фельдшерско-акушерский пункт,
- средняя школа,
- клуб,
- детский сад
- Памятник основателю села (Тимирову Зайнулле был построен в качестве благодарности жителей села за помощь в развитии инфраструктуры).